# Thea Segall
Thea Segall Rubin (Burdujeni, 13 marzo 1929 – Caracas, 25 ottobre 2009) è stata una fotografa rumena che visse in Venezuela dal 1958 fino alla sua morte.
Fu la vincitrice del Premio Nazionale di Fotografia nel 2003, un riconoscimento di respiro internazionale che dieci anni prima era stato attribuito Paolo Gasparini, fotografo di origine italiana naturalizzato venezuelano.
Grazie al suo lavoro in ambito fotografico Thea Segall toccò vari aspetti tra cui il registro etnografico, la cultura rurale, l'architettura religiosa, il ritratto e la fotografia istituzionale.

## Educazione
Thea Segall ebbe due sorelle, Miora e Natasa. I suoi genitori furono Andrew Segall e Golda Rubin. Tra il 1936 e il 1947 iniziò la scuola elementare, iscrivendosi alla scuola di suore Notre Dame de Sion, e successivamente a una scuola privata francese. Passò momenti difficili durante la Seconda Guerra Mondiale; trascorse la sua vita tra Burdujeni e Bucarest. Per molti anni la sua aspirazione fu quella di studiare architettura. Nel 1947 Segall iniziò a studiare teoria fotografica da autodidatta per insegnare e creò un corso nel Centro di Fotografia della Scuola di Giornalismo insieme al fotografo e docente austriaco Otto Grossar.

## Carriera
Tra il 1948 e 1957 lavorò come fotoreporter per l'Agerpres, la più antica agenzia di stampa rumena. Nel 1957 decise di abbandonare Bucarest con sua sorella Miora a causa del regime comunista, viaggiando senza passaporto in Danimarca e successivamente a Parigi. Nel 1958 arrivò nel Venezuela con un passaporto della Croce Rossa durante il governo del Consiglio di Governo presieduto da  Wolfgang Larrazábal. Tra il 1958 e il 1960 cominciò a realizzare lavori per la Creole Petroleum Corporation e pubblicò le sue foto nella rivista Il Faro. Intraprese un lavoro di ricerca sociale e fotografica nello stato Anzoátegui. Nel 1959 fondò lo Studio Fotografico Thea a Savana Grande, dove operò fino al 1994.
Nel 1964 ottenne la cittadinanza venezuelana con l'aiuto del generale Briceño. Nel 1974 partecipò come delegata venezuelana  al Congresso Iberoamericano di Giornalismo Scientifico che ebbe luogo a Caracas, e nel 1977 partecipò al II Congresso Iberoamericano di Giornalismo Scientifico.